# テイルズ オブ リンク
『テイルズ オブ リンク』（TALES OF LINK、略称：TOLink / リンク）は、アカツキとバンダイナムコスタジオに開発され、バンダイナムコエンターテインメントから2014年3月3日にiOS、4月23日にAndroidで配信開始されたRPG。ジャンル名は「つなぐRPG」。

## 概要
『テイルズ オブ』 シリーズのキャラクターが総出演するRPGで、ストーリーはオリジナルキャラクターがメイン。
本作のアニメーションムービーは、アスラフィルムが手掛けている。主題歌はストレイテナーの「SCARLET STARLET」。
配信開始と同時にメインシナリオ第1章「石詠みの救世主」が配信、2017年に第2章「碧に沈む星の灯」が配信。
2018年3月28日をもってサービス終了。ただし、メインシナリオについては『テイルズ オブ ザ レイズ』にアーカイブとして移植される。

## システム
開発会社のアカツキが開発したゲーム『サウザンドメモリーズ』とは共同でゲームエンジンが作られているため、一部類似要素が見られる。
術技
攻撃時にあらかじめキャラやスキル毎に設定された確率で発動。発動率は術技のLvを上げたり、スキルによる補正で上昇。術技のLvは術技を使用した回数によって上昇し、何回術技を発動すれば上がるかはキャラのステータス画面でわかる。
キャラが現れる時に青いオーラを纏う事があり、この状態のキャラは攻撃時、100％術技を使用する。回復（ハート）マーカーを4つ以上繋げると、次に場に登場するキャラのうち少なくとも1人が必ずオーラをまとった状態で出てくる。
秘奥義
定期的に行われる秘奥義獲得戦で、予選の獲得マナ数で一定の順位までに入ったうえで、本戦のボスを倒してクリアすれば、秘奥義発動に必要な装備アイテム・秘奥精霊輝を獲得できる。 これを装備する事で秘奥義が使える。
予選の結果が良ければ、秘奥精霊輝の性能を進化させる、つまり秘奥義を強化できるアイテムが貰える。

## ストーリー
「リアフィース」は、遥か昔に神々と人間によって創造された、神話が残る世界。人間が地上で暮らすようになってから、神々は天界に移り、地上を見守っていた。
しかし、赤い流星群が地上で見られた日、天界では厳重に封印されていた「災厄の種」の封印が破られ、神々の体を貫いてしまう。無事だったのは小用で外出していた女神レオーネのみ。
災厄の種は、芽吹くと自然の中では災害を生み、人間社会の中では卑劣な事件を巻き起こす危険な存在。種は、降り注いだ地上で芽吹きの為の力を蓄え始め、このままでは芽吹いてしまう。
しかし、レオーネは発芽を遅らせる為に自身の力を注ぐ必要がある為、天界から動けない。そこで、妖精リッピに、地上に降りて自分の代わりに「石詠みの救世主」を探し出し、災厄の種を浄化すると同時に、種の封印を解いた黒幕を探し出すように命じた。
レオーネの命を受け、地上に降りたリッピ。そこで冒険者の少女・サラに出会い、共に旅をする。そして、彼らは一人の青年と出会い、彼を見たリッピは彼が救世主だと確信し、旅をする事に。
そして、彼らの巡る旅路は、太古の時よりの螺旋めいた因縁へと繋がっていく――。

## 登場キャラクター

### パーティキャラクター
アレン (Allen)
声 - 小野友樹
男性 / 17歳（外見年齢） / 身長172cm
本作の主人公。記憶喪失の少年で、天界の御使い。
サラ (Sara)
声 - 三上枝織
女性 / 16歳 / 身長157cm
本作のヒロイン。冒険者の少女で、「世界で一番綺麗な景色」を見つけるのが夢である。
リッピ (Lippy)
声 - 野中藍
性別不明 / 年齢不明 / 身長57cm（尻尾含む）
天界の妖精。「救世主さま」を探しており、仕えると決めた相手にはとことん仕える。
ゼファー (Zephyr)
声 - 中村悠一
男性 / 20歳（外見年齢） / 身長180cm
第1章第3部より登場。アレンの相棒で、同じく天界の御使い。
カナ (Kana)
声 - 瀬戸麻沙美
女性 / 15歳 / 身長150cm
第1章第3部より登場。「異空の三女神」の力を宿すという使命を持つ少女。

### 重要キャラクター
レオーネ (Leonne)
声 - 遠藤綾
女性 / 年齢不明 / 身長168cm
天界の女神。アレン達の冒険を天界からサポートする。
シーザ (Caesar)
声 - 森田成一
男性 / 21歳 / 身長185cm
サラの兄。一流の冒険者だったが、災厄の種に寄生され、サラと敵対する。

### その他のキャラクター
シナナ
声 - 半田裕典
男性
テロ組織「ニーズヘッグ」の幹部の一人。異名は「表裏者」。
バドラー
声 - 村田太志
男性
テロ組織「ニーズヘッグ」の幹部の一人。異名は「騎獅」。
ミカーナ
声 - 一木千洋
女性
テロ組織「ニーズヘッグ」の幹部の一人。異名は「魔女」。
フェイル
声 - 赤羽根健治
男性
カナの養父。
メリッサ
声 - 大和田仁美
女性
盗賊団「ブラックテイル」の頭領。
キリヤ
声 - 深川和征
男性
第2章より登場。サラとシーザの父。
マギネ
女性
声 - れいみ
第2章より登場。サラとシーザの母。
セスク
声 - 新井良平
男性
第2章より登場。島国クラリエの軍隊長。

### シリーズキャラクター
メインシナリオに登場するキャラクターのみ記載している。

#### 第1章第1部
リオン・マグナス
『テイルズ オブ デスティニー』のキャラクター。
リタ・モルディオ
『テイルズ オブ ヴェスペリア』のキャラクター。
ロイド・アーヴィング
『テイルズ オブ シンフォニア』の主人公。
ミラ＝マクスウェル
『テイルズ オブ エクシリア』の主人公。

#### 第1章第2部
ルーク・フォン・ファブレ
『テイルズ オブ ジ アビス』の主人公。
ティア・グランツ
『テイルズ オブ ジ アビス』のヒロイン。
ルカ・ミルダ
『テイルズ オブ イノセンス』の主人公。
イリア・アニーミ
『テイルズ オブ イノセンス』のヒロイン。
スパーダ・ベルフォルマ
『テイルズ オブ イノセンス』のキャラクター。
アスベル・ラント
『テイルズ オブ グレイセス』の主人公。
アグリア
『テイルズ オブ エクシリア』のキャラクター。

#### 第1章第3部
ユーリ・ローウェル
『テイルズ オブ ヴェスペリア』の主人公。
カイル・デュナミス
『テイルズ オブ デスティニー2』の主人公。
リアラ
『テイルズ オブ デスティニー2』のヒロイン。
ジェイド・カーティス
『テイルズ オブ ジ アビス』のキャラクター。

#### 第1章第4部
ガイアス
『テイルズ オブ エクシリア』のキャラクター。
ルドガー・ウィル・クルスニク
『テイルズ オブ エクシリア2』の主人公。

#### 第1章第5部
ウィンガル
『テイルズ オブ エクシリア』のキャラクター。
プレザ
『テイルズ オブ エクシリア』のキャラクター。
ジャオ
『テイルズ オブ エクシリア』のキャラクター。

#### 第2章第1部
ベルベット・クラウ
『テイルズ オブ ベルセリア』の主人公。

#### 最終章（第2章第3部）
レイヴン
『テイルズ オブ ヴェスペリア』のキャラクター。

## 用語
リアフィース

天界

神王

災厄の種

石詠みの救世主

英雄石

虚空英雄石（レコーズ）

古代魔導時代

御使い

異空の三女神

崩地

ニーズヘッグ

虚界層点（アカシア）

女神光刃（フォルクヴァング）

神王の雫（アークマテリア）

神聖宝珠（セインツレガリア）

## 他作品への出演
テイルズ オブ ザ レイズ
アレン、サラ、リッピ、ゼファー、カナ、シーザ、レオーネが登場。

## 開発
本作品は制作プロデューサーの大舘隆司が温めていた企画である。大舘はスマートフォンのハードウェアの進化に合わせた『テイルズ オブ』についての思いを常々語っており、ある程度のイメージが出てきたところでディレクターの直井啓訓が合流した、というのがプロジェクトスタートの経緯である。企画が立ち上がったのは2012年10月頃。
開発はアカツキ。企画自体はバンダイナムコスタジオにより先行して行われており、パートナーとなる会社をどうするか考えていた時にアカツキに出会ったという。
本作品と同じくアカツキ開発の『サウザンドメモリーズ』と共同でゲームエンジンが作られており、ゲームシステムは同作品に近いものとなっている。『サウザンドメモリーズ』と異なり本作品では「たくさんつなぐ」ことにフォーカスしており、例えばスキルの発動に際し、『サウザンドメモリーズ』は経過ターン数により発動するが、本作品はキャラクターをつなぐことで溜まるリンク数を消費して発動する。
大舘はアートボードのラフも描いている。テーマソングはストレイテナーの「SCARLET STARLET」で、アートボードに描かれている夜空の流星はテーマソングの歌詞がイメージされている。
タイトルの「リンク」は、戦闘システムの動きや流れを表すものとして採用された。

## 配信まで
2013年8月28日にティザーサイトがオープンした。iOS版は2013年9月11日より事前登録を受け付けており、登録を済ませると『テイルズ オブ グレイセス』のキャラクター・ソフィが初期パーティーメンバーに加わる。
当初は2013年秋配信予定とされていたが、公式サイトリニューアルと同時に公開されたプロモーションビデオでは2014年春と再発表された。

## 漫画
作画・無糖党、シナリオ・直井啓訓による漫画「テイルズ オブ リンク 〜prologue〜」が『ビバ☆テイルズ オブ マガジン』2013年11月号に掲載された。内容はサラとリッピの出会いを描いたプロローグエピソードであり、ゲーム版のディレクターを務める直井がシナリオを担当している。